# Água Doce do Maranhão
Pour les articles homonymes, voir Água Doce (homonymie).
Água Doce do Maranhão est une municipalité brésilienne située dans l'État du Maranhão.